# Rheotanytarsus foliatus
Rheotanytarsus foliatus är en tvåvingeart som beskrevs av Kyerematen och Andersen 2002. Rheotanytarsus foliatus ingår i släktet Rheotanytarsus och familjen fjädermyggor. Inga underarter finns listade i Catalogue of Life.